# Literaturjahr 1820
Liste der Literaturjahre

Literaturjahr 1820 | 1824 | ►►

Weitere Ereignisse
Dieser Artikel behandelt das Literaturjahr 1820.

## Ereignisse
- 20. Mai: Karl Ludwig Sand, der Mörder des deutschen Dramatikers August von Kotzebue, wird vor dem Heidelberger Tor in Mannheim mit dem Schwert hingerichtet. In der Folge kommt es zu den Karlsbader Beschlüssen mit einer Verschärfung der Pressegesetze, Pressezensur und Berufsverbot für liberal und national gesinnte Professoren.

Skizze des Schiffsjungen Thomas Nickerson zum Angriff des Pottwals

- 20. November: Das amerikanische Walfangschiff Essex wird durch einen Pottwal versenkt. Von den 21 Besatzungsmitgliedern, die sich auf drei Walfangboote retten können, überleben letztlich fünf. Berichte über das Unglück liefern vor allem die Tagebücher und nachmalige Niederschriften des Ersten Maats Owen Chase und des Schiffsjungen Thomas Nickerson. Der Vorfall ist die historische Vorlage für den Roman Moby Dick von Herman Melville.

- Die Royal Society of Literature wird in London durch Thomas Burgess gegründet, der auch der erste Präsident wird. Die erste Sitzung findet in einem Hinterzimmer von Hatchard's bookshop in Piccadilly statt.

### Prosa
- 15. März: Als Teil des sechsten Einzelheftes seines Sketch Books erscheint in New York erstmals Washington Irvings Erzählung The Legend of Sleepy Hollow, die als eine der ersten Kurzgeschichten der amerikanischen Literatur gilt.

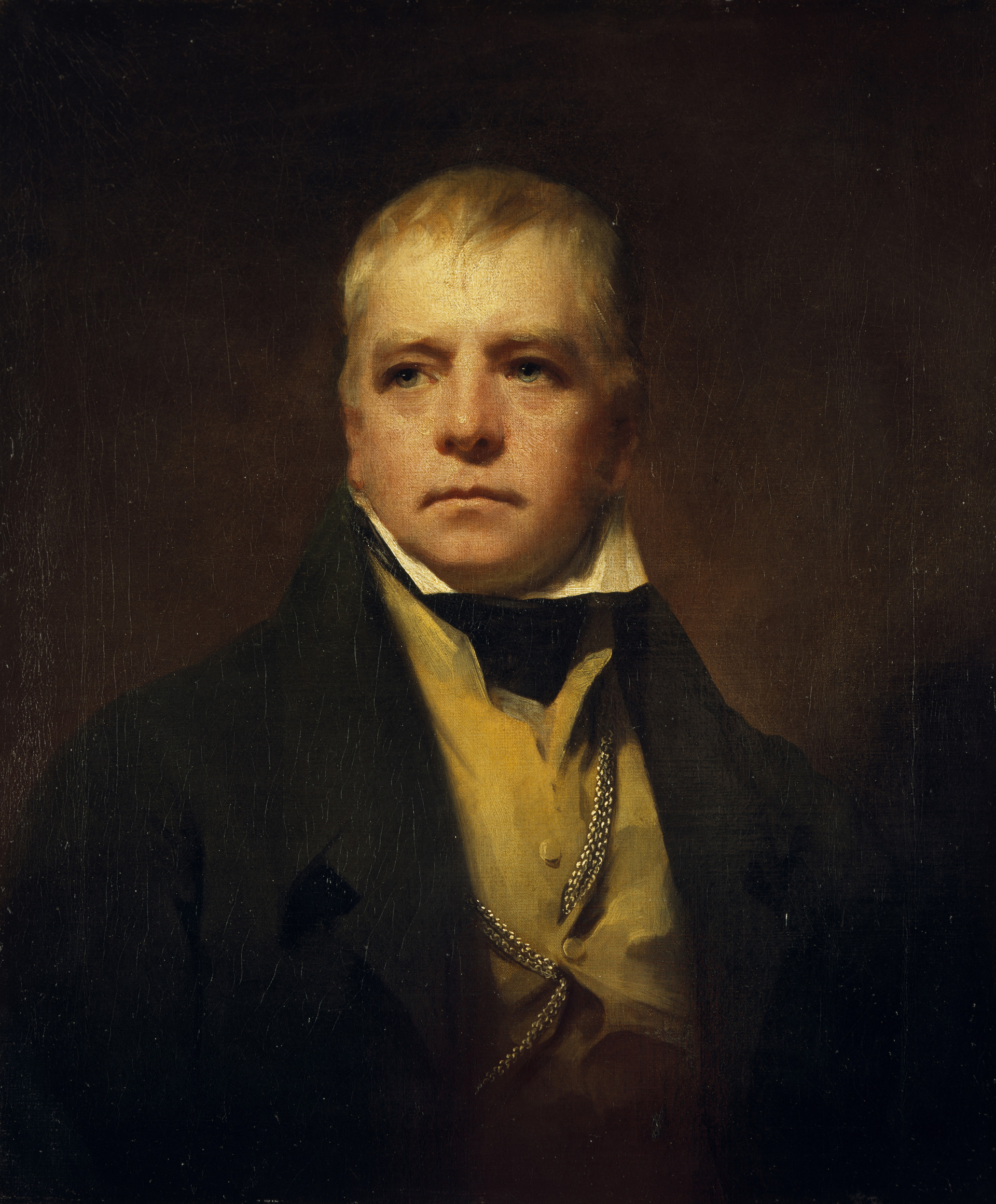
Walter Scott

- Walter Scott: Ivanhoe,  The Monastery und The Abbott

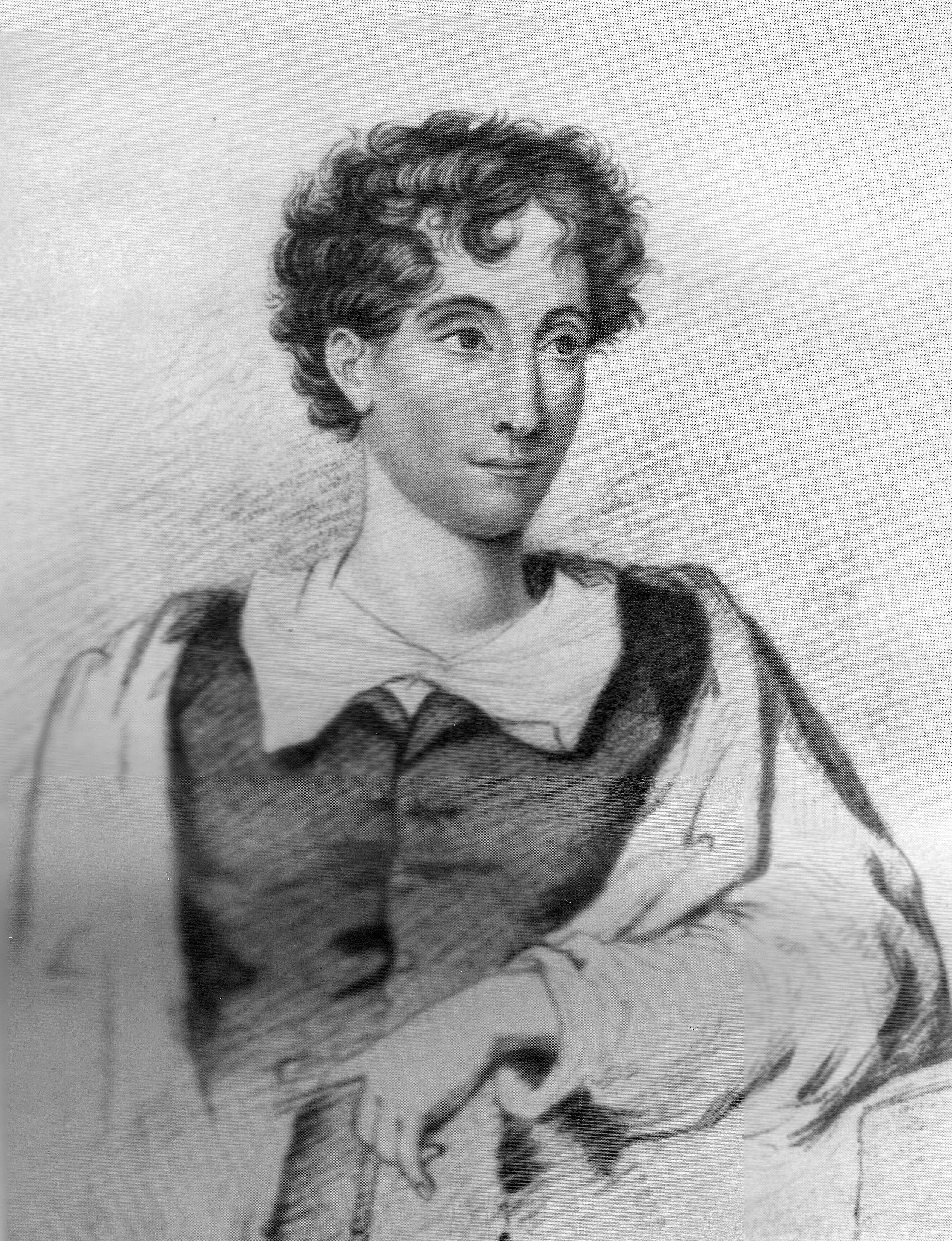
Charles Robert Maturin

- Der irisch-protestantische Geistliche Charles Robert Maturin veröffentlicht den Roman Melmoth the Wanderer (Melmoth der Wanderer), der als Meisterwerk des Schauerromans gilt und bis ins 20. Jahrhundert hinein zahlreiche Werke beeinflusst.
- E. T. A. Hoffmann veröffentlicht das nach acht Kupferstichen von Jacques Callot geschriebene literarische Capriccio Prinzessin Brambilla

### Lyrik
- Robert Chambers’ Publishing Company veröffentlicht The Songs of Robert Burns.
- Ernst Moritz Arndt: Lehre an mich, Zorn und Liebe
- Joseph von Eichendorff: Die Heimat
- Heinrich Heine: Oben auf dem Rolandseck
- August von Platen: Das Grab im Busento, Osterlied, Die Antiken
- Alexander Puschkin: Ruslan und Ljudmila

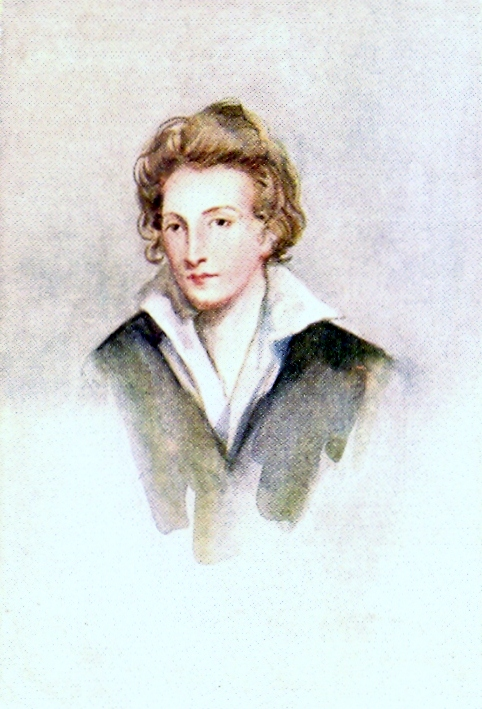
P. B. Shelley

- Percy Bysshe Shelley: Ode an die Lerche

### Drama
- 19. August: Die Uraufführung des Melodrams Die Zauberharfe von Franz Schubert nach einem Text von Georg von Hofmann findet am Theater an der Wien bei Wien statt. Der Text des mehrheitlich gesprochenen Ritterstücks oder Zauberspiels ist verschollen, daher kann das Werk auf der Bühne nicht mehr aufgeführt werden. Die Ouvertüre der Zauberharfe gehört bis heute zum Konzertrepertoire.

- Friedrich de la Motte Fouqué: Der Leibeigene, Schauspiel in fünf Aufzügen
- Heinrich Heine beginnt mit der Arbeit an seiner Tragödie Almansor (erschienen 1823).
- Franz Grillparzer vollendet seine Trilogie Das goldene Vlies, an der er seit 1818 gearbeitet hat. Uraufführung ist am 26. und 27. März 1821 in Wien.
- Die 1732 entstandene Komödie Les Originaux ou Monsieur du Cap-Vert von Voltaire erscheint im Druck.

### Periodika
- 2. Mai: Das erste Hamburger Abendblatt wird gegründet.
- 1. Juli: Der Courier de la Meuse in Lüttich

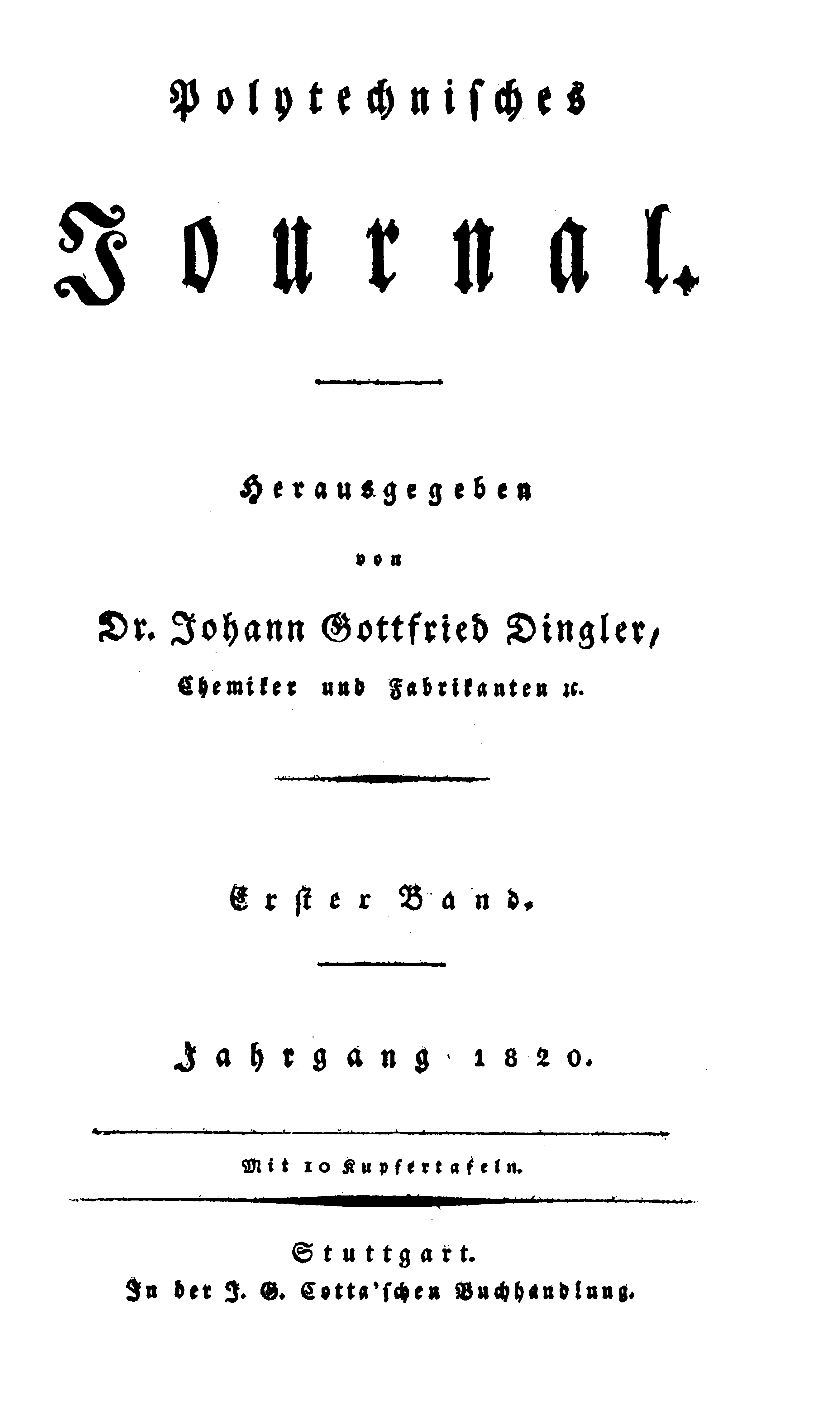
Polytechnisches Journal 1820 Titel

- Das Polytechnische Journal, die erste deutsche technische Fachzeitschrift wird von dem Augsburger Chemiker und Fabrikanten Johann Gottfried Dingler gegründet und von Cotta in Stuttgart verlegt. 1931 stellt die Zeitschrift während der Weltwirtschaftskrise nach 111 Jahren ihr Erscheinen ein.

### Wissenschaftliche Werke, Essays
- Goethe publiziert seine  Ergänzungen zur Farbenlehre, Entoptische Farben.

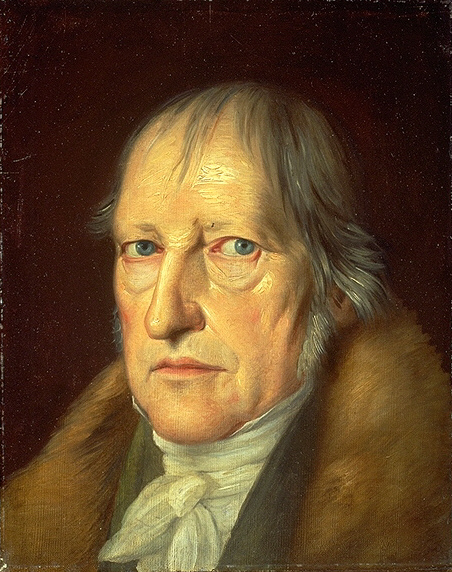
Hegel

- Georg Wilhelm Friedrich Hegel: Grundlinien der Philosophie des Rechts
- Franz Rudolf Hermann: Ideen über das antike, romantische und deutsche Schauspiel
- Friedrich Wilhelm Ziegler: Systematische Schauspiel-Kunst in ihrem ganzen Umfange. Für die Freunde der dramatischen Kunst und ihre Schüler. Gedruckt bei Pichler in Wien

### Übersetzungen
- Karl Lachmann übersetzt als erster Shakespeares Sonette ins Deutsche. Drei Gedichte lässt er wegen moralischer Bedenken aus. Der Band erscheint bei Reimer in Berlin.
- Auch Dorothea Tieck übersetzt ab 1820 sämtliche Sonette Shakespeares. 25 Sonette werden in der Zeitschrift Penelope abgedruckt.

## Geboren

### Januar bis Mai

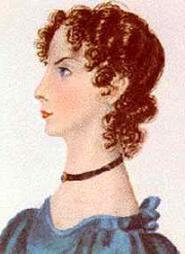
Anne Brontë

- 17. Januar: Anne Brontë, englische Romanautorin († 1849)
- 22. Januar: Hermann Lingg, deutscher Dichter († 1905)
- 24. Januar: Henry J. Raymond, US-amerikanischer Journalist († 1869)
- 25. Januar: Adelbert Heinrich von Baudissin, deutscher Schriftsteller und Kriegsberichterstatter († 1871)
- 26. Januar: Heinrich von Littrow, österreichischer Kartograph und Schriftsteller († 1895)

- 03. Februar: Auguste Nefftzer, französischer Journalist († 1876)
- 04. Februar: Božena Němcová, tschechische Schriftstellerin († 1862)
- 23. Februar: David Kalisch, deutscher Schriftsteller († 1872)

- 02. März: Eduard Douwes Dekker, niederländischer Schriftsteller († 1887)
- 05. März: Leonard Ennen, deutscher Archivar und Historiker, Mitarbeiter an der Allgemeinen Deutschen Biographie († 1880)
- 13. März: Johann Nordmann, österreichischer Journalist und Schriftsteller († 1887)
- 21. März: Siegfried Kapper, deutsch-tschechischer Schriftsteller und Übersetzer († 1879)
- 24. März: Fanny Crosby, US-amerikanische Dichterin geistlicher Lieder und Gospel-Texte († 1915)
- 26. März: Julius Karl Arndt, deutscher Pfarrer und Kirchenlieddichter († 1888)

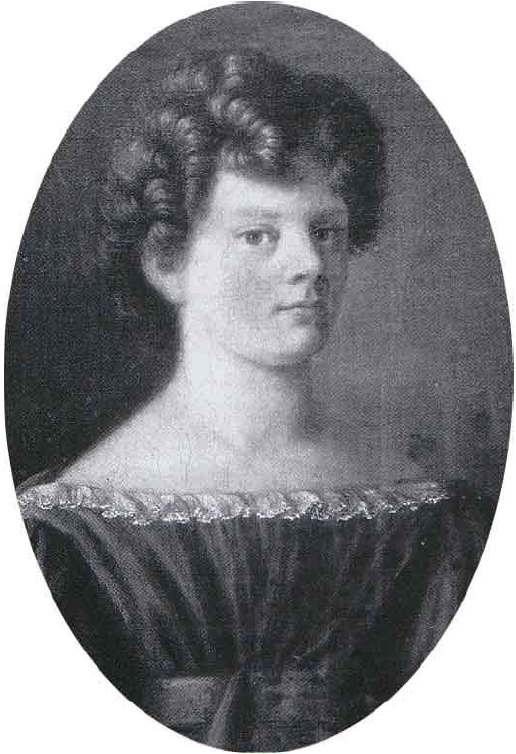
Anna Sewell

- 30. März: Anna Sewell, britische Schriftstellerin († 1878)

- 04. April: Mkrtitsch Chrimjan, armenischer Kirchenführer, Publizist und Schriftsteller († 1907)
- 06. April: Nadar, französischer Fotograf, Schriftsteller, Zeichner und Luftschiffer († 1910)
- 15. April: Armand Barthet, französischer Dichter († 1874)
- 21. April: Auguste Geffroy, französischer Historiker († 1895)

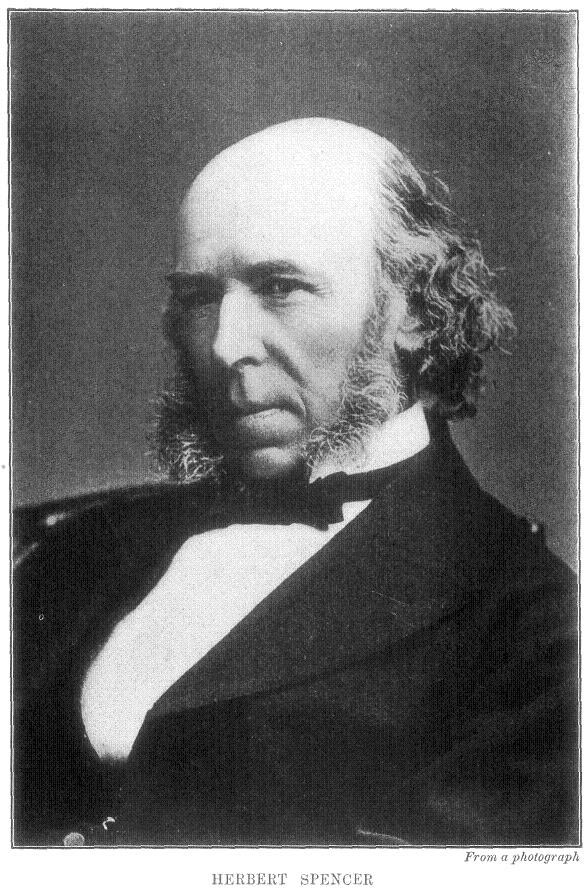
Herbert Spencer

- 27. April: Herbert Spencer, englischer Philosoph und Soziologe († 1903)

- 17. Mai: Sergei Solowjow, russischer Geschichtsschreiber († 1879)
- 26. Mai: Dion Boucicault, US-amerikanische Dramatiker und Schriftsteller († 1890)

### Juni bis Dezember
- 09. Juni: Heinrich Emil Hartmeyer, deutscher Jurist und Verleger († 1902)
- 13. Juni: Julius Faucher, deutscher Journalist, Freihändler und Manchester-Liberaler († 1878)
- 21. Juni: Heinrich Bürgers, deutscher Journalist und Reichstagsabgeordneter († 1878)
- 23. Juni: Friedrich Herman Semmig, deutscher Schriftsteller († 1897)
- 27. Juni: Hermann Abeken, deutscher Autor und Politiker († 1854)

- 04. August: Pellegrino Artusi, italienischer Literaturkritiker († 1911)
- 12. August: Awdotja Jakowlewna Panajewa, russische Schriftstellerin († 1893)
- 26. August: Bernhard Anemüller, deutscher Historiker, Bibliothekar und Archivar († 1896)
- 29. August: Otto Spamer, Leipziger Buchhändler und Verleger († 1886)

- 16. September: Alwine Wuthenow, niederdeutsche Dichterin († 1898)
- 17. September: Émile Augier, französischer Dramatiker, Lyriker und Librettist († 1889)
- 27. September: Wilhelm Siegmund Teuffel, deutscher Philologe, Mitherausgeber von Paulys Realencyclopädie der classischen Altertumswissenschaft († 1878)

- 20. Oktober: Wilhelm Wolfsohn, deutscher Journalist, Dramatiker und Übersetzer († 1865)
- 24. Oktober: Eugène Fromentin, französischer Schriftsteller, Kunstkritiker und Maler († 1876)

- 21. November: Enno Wilhelm Hektor, deutscher Schriftsteller, Dichter und Dramatiker († 1874)
- 28. November: Ernst Otto Lindner, deutscher musikwissenschaftlicher Schriftsteller und Journalist († 1867)

- 08. Dezember: Rochus von Liliencron, deutscher Musikhistoriker, Begründer der Volksliedforschung und Herausgeber der Allgemeinen Deutschen Biographie († 1912)

### Genaues Geburtsdatum unbekannt
- Jan Dobrzański, polnischer Journalist, Revolutionär und Theaterleiter († 1885)
- John Dowson, britischer Historiker und Orientalist († 1881)

## Gestorben
- 28. Januar: Ádam Pálóczi Horváth: ungarischer Schriftsteller, Volksliedsammler und Komponist (* 1760)
- 23. Februar: Alojzy Feliński, polnischer Schriftsteller (* 1771)
- 29. Februar: Johann Joachim Eschenburg, deutscher Literaturhistoriker (* 1743)

- 09. April: Angelo Anelli, italienischer Librettist und Schriftsteller (* 1761)
- 29. Mai: Christian Konrad Wilhelm von Dohm, Schriftsteller, preußischer Jurist und Diplomat (* 1751)
- 01. Juni: August Ferdinand Bernhardi, deutscher Sprachforscher und Schriftsteller (* 1769)

- 06. Juli: Franz Johann Joseph von Reilly, österreichischer Verleger, Kartograf und Schriftsteller (* 1766)
- 12. August: Nathaniel Pearce, britischer Abenteurer, Afrikareisender und Reiseschriftsteller (* 1779)

- 19. September: Johann Georg Meusel, deutscher Historiker, Verfasser mehrerer biografischer Nachschlagewerke (* 1743)
- 21. September: Joseph Rodman Drake, US-amerikanischer Dichter (* 1795)